# Municipio de Green Bay (condado de Lee)
El municipio de Green Bay (en inglés: Green Bay Township) es un municipio ubicado en el condado de Lee en el estado estadounidense de Iowa. En el año 2010 tenía una población de 566 habitantes y una densidad poblacional de 5,72 personas por km².

## Geografía
El municipio de Green Bay se encuentra ubicado en las coordenadas 40°41′23″N 91°12′21″O / 40.68972, -91.20583. Según la Oficina del Censo de los Estados Unidos, el municipio tiene una superficie total de 99.01 km², de la cual 86,95 km² corresponden a tierra firme y (12,17 %) 12,05 km² es agua.

## Demografía
Según el censo de 2010, había 566 personas residiendo en el municipio de Green Bay. La densidad de población era de 5,72 hab./km². De los 566 habitantes, el municipio de Green Bay estaba compuesto por el 98,23 % blancos, el 0,88 % eran afroamericanos y el 0,88 % eran de una mezcla de razas. Del total de la población el 1,41 % eran hispanos o latinos de cualquier raza.